# Bony Cremat
El Bony Cremat és una muntanya que es troba en el terme municipal de la Vall de Boí, a la comarca de l'Alta Ribagorça, i dins del Parc Nacional d'Aigüestortes i Estany de Sant Maurici.

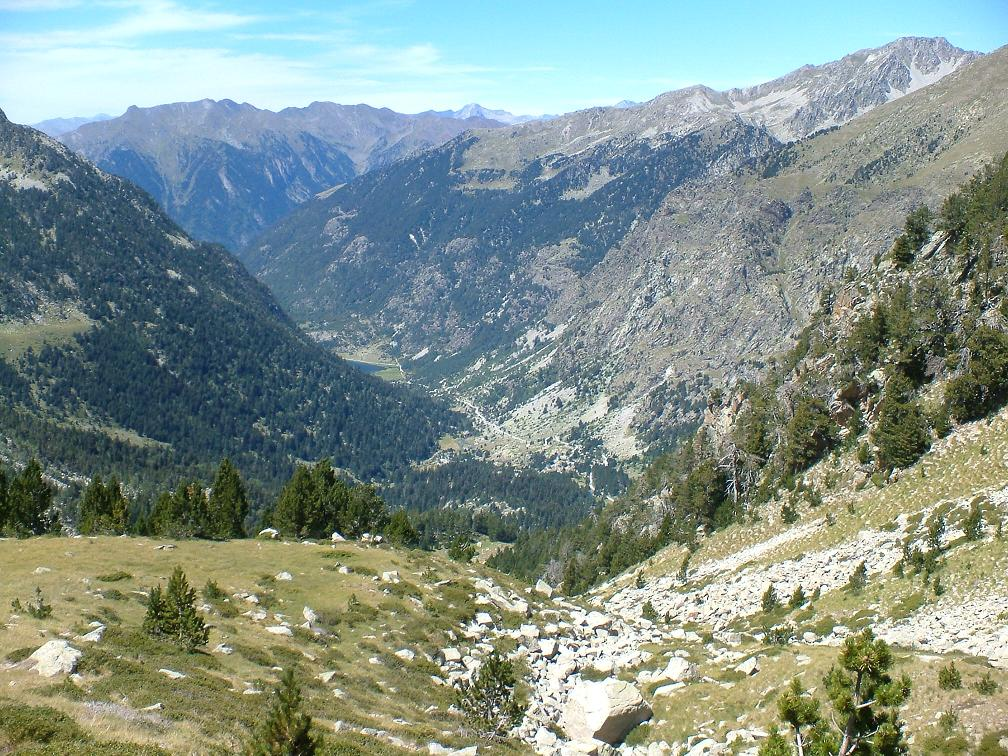
Vall de Sant Nicolau: el Bony Cremat a la dreta de la imatge

El cim, de 2.281 metres, està situat en la riba dreta del Riu de Sant Nicolau, al nord del Planell de Sant Esperit i al Sud del Cap de la Pleta Mala.